# هنر چیست؟

جلد کتاب هنر چیست؟

هنر چیست؟ (به روسی: Что такое искусство?) کتابی است نوشته لئو تولستوی به سال ۱۸۹۷ که وی در آن به مبارزه با نظریات زیبایی شناسانه‌ای می‌پردازد که هنر را با اصطلاحاتی چون خوبی، حقیقت و به‌ویژه زیبایی تعریف می‌کنند. از نظر تولستوی هنر در زمان وی رو به فساد و انحطاط بود و هنرمندان نیز در سردرگمی و گمراهی بودند.
هنر چیست نظریات زیبایی‌شناسانه‌ای را که در اواخر قرن هجدهم و در طول قرن نوزدهم به کمال رسیدند بسط می‌دهد و آراء واقع‌گرایانه (که از زمان افلاطون بنیان نهاده شد و به آراء تقلیدی به عنوان مهم‌ترین موضوع توجه دارد) و سطحی کسانی را که هنر و لذت را به هم پیوند می‌دهد نقد می‌کند.
الحاقات تولستوی به نظریات موجود (که اهمیت احساس را در هنر مورد تأکید قرار می‌دهند) ارزش ارتباط مؤثر را محور بحث هنری خویش قرار می‌دهد که منجر به رد کردن هنر بد و جعلی می‌شود. زیرا این هنرها برای جامعه مضرند تا آنجا که توانایی مردم را برای تمیز دادن هنر خوب از بد تهدید می‌کنند.
تولستوی هنر را از غیر هنر (هنر جعلی) جدا می‌کند. هنر باید یک ارتباط احساسی مشخص بین هنرمند و مخاطب ایجاد کند: طوری‌که مخاطب را تحت تأثیر قرار دهد. بنابراین هنر واقعی باید ظرفیت لازم برای متحد کردن مردم از طریق ارتباط را داشته باشد. (بنابراین نامفهومی و غیرواقعی بودن ارتباط، هنری بی‌ارزش است.) این ادراک زیبایی شناسانه تولستوی را به این سمت برد که معیارهایی را که مشخص می‌کند دقیقاً کار هنر چیست، وسعت بخشد. او اعتقاد داشت که درک هنر شامل هرگونه فعالیت انسانی می‌شود که شخصی به وسیله نشانه‌های بیرونی از خود بروز داده و احساساتی را که قبلاً تجربه کرده نمایش می‌دهد. تولستوی برای این ادعا مثالی می‌زند: پسرکی که احساس ترس را پس از مواجهه با یک گرگ تجربه کرده، از تجربه‌اش برای تحت تأثیر قرار دادن دیگران (به منظور وادار کردن آن‌ها به احساس حالتی که او تجربه کرده‌است) استفاده می‌کند. این مثال بسیار خوبی از کار هنر است. این هنر، به خاطر داشتن عنصر ارتباط، یک هنر خوب است زیرا واضح، آشکار و صادقانه‌است و حتی هنری فوق العاده‌است زیرا بر یک احساس (احساس ترس) متمرکز شده‌است.
اگرچه تأثیرگذاری نادرست یا غیرواقعی تنها معیار تشخیص هنر خوب از بد نیست، بحث «هنر خوب در مقابل هنر بد» به دو جهت تفکیک می‌شود:

اینکه این مهم است که هرچه تأثیرگذاری بیشتر و قویتر باشد هنر ارزشمندتر است.
و یا اینکه تمرکز بر ماده اصلی که این تأثیرگذاری را همراهی می‌کند مهم است.
این مطلب تولستوی را به سمتی پیش می‌برد تا بررسی کند آیا این ارتباط احساسی به وجود آمده ارزشمند هست یا خیر؟ او ادعا می‌کند که هنر خوب، احساسات برادرانه همگانی را پرورش می‌دهد. اما هنر بد جایگزین آن می‌شود (و جلو آن را می‌گیرد.) همه هنرهای خوب پیامی مسیحانه دارند. زیرا تنها مسیحیت است که برادری حقیقی میان همه انسان‌ها را آموزش می‌دهد. هرچند واژه «مسیحیت» تنها قسمتی از معنای کلمه را نشان می‌دهد. هنری که از طرف بالادستان و نخبگان تولید می‌شود تقریباً هیچگاه هنر خوبی نیست. زیرا طبقات بالاتر کاملاً حقیقت و سرچشمه مذهب مسیحیت را از دست داده‌اند. علاوه بر این هنری که برای طبقات بالاتر جذاب است، طبیعتاً احساساتی را که ویژه باورهای آن طبقه هست نشان می‌دهد. مشکل دیگری که در رابطه با هنر هست این است که هنر الگوهای قبلی مربوط به گذشتگان را دوباره تولید می‌کند که طبیعتاً این آثار از تعلیمات و معیارهای معاصر هنرمند که مبتنی بر آرمان‌های فرهنگی زمان و جایگاه او هستند ریشه نگرفته‌اند. به عنوان مثال هنر یونان قدیم با توجه به ارزشهایی که از اسطوره‌شناسی خود دریافت کرده بود، خصلتهایی را مانند مردانگی، قدرت، و شجاعت می‌ستود. اما تولستوی معتقد است که چون مسیحیت شامل همه این ارزش‌ها نمی‌شود (و حتی در مواردی همچون ارزشمند دانستن فروتنی و افتادگی در تضاد با اندیشه‌های یونانی است) ادامه پذیرش هنر قدیمی یونان برای مردم جامعه وی نامناسب و ناکارآمد است.
تولستوی در بین هنرمندان به‌ویژه واگنر و بتهوون را به عنوان مثال‌هایی از هنرمندان تفکرگرا که دچار کمبود احساسات واقعی هستند، محکوم می‌کند. علاوه بر این او معتقد است سمفونی شماره ۹ بتهوون نمی‌تواند آنگونه که ادعا می‌کند دعوی تأثیرگذاری بر شنونده و ایجاد احساس وحدت بر او را داشته باشد و بنابراین نمی‌تواند «هنر خوب» تلقی شود. سرودهای بچه‌ها و داستان‌های عامیانه آثاری به مراتب برتر از کارهای واگنر و بتهوون هستند (چنانکه در توضیح هنر خوب بیان شد).